# Escola pública de Menàrguens
L'Escola Pública és una obra de Menàrguens (Noguera) inclosa a l'Inventari del Patrimoni Arquitectònic de Catalunya.

## Descripció
Edifici de caràcter civil i de propietat municipal, centre escolar de Menarguens.
Edificació de dues plantes, en obra de pedra i totxo. Accés per tres portes allindades sense decoració. Al xamfrà dues columnes estriades sostenen un senzill entaulament on hi ha 'escut del poble de Menarguens.

## Història
Aquesta casa, en ser construïda ja va ser pensada com a lloc destinat a acollir tots els serveis escolars. Sempre ha estat utilitzat com a lloc d'ensenyament.
L'obra fou promoguda per Joan Ros Porta, en aquells moments batlle de Menarguens. Els càrrecs de la construcció van ser a càrrec de la corporació municipal.